# Heteropalpia rosacea
Heteropalpia rosacea är en fjärilsart som beskrevs av Hans Rebel 1907. Heteropalpia rosacea ingår i släktet Heteropalpia och familjen nattflyn. Inga underarter finns listade i Catalogue of Life.